# Grez-Neuville
Grez-Neuville é uma comuna francesa na região administrativa da Pays de la Loire, no departamento de Maine-et-Loire. Estende-se por uma área de 26,9 km². Em 2010 a comuna tinha 1 473 habitantes (densidade: 54,8 hab./km²).